# Док, Нил
Нил Джордж Док (англ. Neil George Doak, родился 21 июня 1972 года в Лисберне) — ирландский регбист и крикетист.

## Карьера крикетиста
Амплуа в крикете — праворукий бэтсмен и офф-спин-боулер. В июне 1993 года провёл первый матч первого класса в своей карьере за сборную Ирландии против Шотландии. За свою карьеру отыграл 32 встречи за Ирландию, последняя против Зимбабве прошла в июне 2000 года. Предпоследнюю встречу он провёл в 1997 году в рамках ICC Трофи против Шотландии.
Из проведённых Доком матчей два — матчи первого класса против Шотландии, три имеют статус Списка А. За все матчи он набрал 479 ранов (26,61 в среднем за матч). Высший индивидуальный результат — 84 нот-аута в матче 14 июня 1996 года против команды графства Суррей в кубке Benson & Hedges, в котором он стал лучшим игроком, несмотря на поражение своей команды. Он разрушил 31 калитку (в среднем 21,84), лучший результат — четыре калитки и девять ранов в матче против Гибралтара в матче чемпионата Европы 1996 года и в матче против Израиля в ICC Трофи 1997 года.
За сборную Док выступил на ICC Трофи 1994 года, чемпионате Европы 1996 года, на котором он стал лучшим игроком матча против Дании с результатом 4/44 и 51 нот-аутом, а также на ICC Трофи 1997, где он стал лучшим игроком матча против Израиля

## Карьера регбиста
Ник Дол играл за регбийные клубы «Норт оф Айрленд», «Баллимина», «Мэлоун» и «Белфаст Харлекуинс», а также за «Ольстер», за который он сыграл 76 матчей и с которым он выиграл Кельтский кубок в 2003 году. Числился в заявку Ирландии на Кубке шести наций 2002 года и чемпионате мира 2003 года, включён в заявку на матч чемпионата против Фиджи, но на поле не вышел. В случае своего выхода он стал бы первым со времён Реймонда Хантера ирландским крикетистом и регбистом одновременно. Карьеру регбиста завершил в апреле 2005 года. Ныне занимается тренерской деятельностью, тренировал вторую линию в сборной Ирландии А и «Ольстере». Тренер команды в Университете Королевы в Белфасте.
Сын — Нейтан, также регбист.